# Transcripción (música)
La transcripción es una actividad que permite traducir un mensaje de un lenguaje a otro.  La transcripción musical es una herramienta que permite trasladar una expresión musical de un código a otro, contribuyendo al entendimiento y reinterpretación de sus contenidos. Desde esta  perspectiva, las formas que adquiere la práctica de la transcripción musical se diversifica en relación a los objetivos que cumple. Estas formas pueden ser gráficas, textuales, conceptuales e incluso sonoras. 
La transcripción musical hasta hace algún tiempo se había considerado como una herramienta universalmente aplicable y unívoca. Sin embargo, es importante señalar la diferencia entre la transcripción como la acción de traducir, y la notación como el medio de representar las ideas musicales. En este sentido, el acto de transcripción depende de los intereses del transcriptor y se materializa en un sistema de notación que debe corresponder a estos. Los sistemas de notación son tan diversos como las distintas culturas musicales: cada sociedad ha encontrado una manera particular de representar su música para hacerla aprehensible. 
Una de las formas de Transcripción en música  hace referencia al cambio en la notación musical de un medio a otro no modificando la "sustancia" de la obra. También se entiende por transcripción como la transferencia de una pieza de música medieval, renacentista, etc. a notación moderna, antes del proceso de edición que consiste en el cambio de los valores de las notas, la incorporación de claves de tonalidad o de barras de compás.
Algunos ejemplos los encontramos en las notaciones de piezas de la tradición oral como las de tipo folclóricas.
Transcripción:
Escala mayor
| 'Escala Do(C) | Escala de Mib(Eb)' |
| Do(C)         | Mib (Eb)           |
| Re(D)         | Fa (F)             |
| Mi(E)         | Sol (G)            |
| Fa(F)         | Lab(Ab)            |
| Sol(G)        | Sib (Bb)           |
| La(A)         | Do(C)              |
| Si(B)         | Re(D)              |
| Do(C)         | Mib(Eb)            |

Transcripción también recibe el nombre coloquial de "arreglo", debido a que implica un cambio de medio (de piano a orquesta), pero este ajuste implica el cambio de la sustancia de la obra.
Otro tipo de transcripción es aquella que traslada al papel el sonido procedente de un instrumento o una voz. Este tipo es el que se usa generalmente en la etnomusicología o musicología comparada para el estudio de las músicas de tradición oral. Ambas son ciencias creadas relativamente hace pocos años.
En el caso del flamenco y concretamente en el de la guitarra flamenca, su estudio prácticamente se ha iniciado recién entrado el siglo XXI.
Transcripción musical y registro de canciones
Para registrar canciones debes entregar la música en partitura, esto se hace haciendo una transcripción musical. además entregar la letra escrita.
Donde registrar: SAYCO - Colombia ,SADIAC - Argentina, DIBAM - Chile, sacm - Mexico